# リンジー王国

リンジー王国

リンジー王国（The Kingdom of Lindsey）は、七王国時代に存在したアングロ・サクソン人による小国である。

## 地理
リンジー王国は、ハンバー川河口からザ・ウォッシュの入江までの、現在のリンカシャーにあたる地域を領土としていた。かつてローマ人が建設した殖民都市であるリンダム・コロニア（リンカン）を首都としていたと推測されている。
リンジーという国名は「リンカンの島」という意味である。リンカンの町の周辺地域が川や湿地帯に囲まれていたことが由来であるとされる。

7世紀初頭のイングランド

## 歴史
リンジー王国の最盛期を資料で確認することはできない。最古の記録ではリンジー王国は隣国であるノーサンブリアやマーシアからの外圧を受け、属国に近い状態にあったとされている。9世紀のデーン人による支配（デーンロウ）の時代には、リンジー王国はすでに併合されリンカンシャーの一地方となっている。